# Kościół jezuitów w Mannheimie
Kościół jezuitów śś. Ignacego i Franciszka Ksawerego (niem. Jesuitenkirche St. Ignatius und Franz Xaver) – barokowa świątynia rzymskokatolicka znajdująca się w niemieckim mieście Mannheim, w kraju związkowym Badenia-Wirtembergia.

## Historia
Kościół powstał za sprawą ks. Nikolausa Staudachera, jezuity i spowiednika elektora Karola III Filipa Wittelsbacha. Przed przeniesieniem do Mannheimu siedziby dworu miejscowość była głównie protestancka, stąd świątynia miała być czynnikiem szerzącym w mieście katolicyzm. 26 maja 1727 jezuici otrzymali teren pod budowę kościoła i kolegium. Kamień węgielny wmurowano 12 marca 1733, budowę na podstawie projektu Alessandra Gallego da Bibieny ukończono w roku 1756, a 18 maja 1760 świątynię konsekrowano. W 1773 papież Klemens XIV rozwiązał zakon, dwa lata później zamknięto kolegium. Kompleks przejęli francuscy lazaryści, którzy opiekowali się nim do kasaty w roku 1794. W 1814 świątynia ponownie znalazła się w rękach jezuitów. W 1901 roku rozebrano połowę budynku uczelni w celu budowy szerokiej ulicy przed pałacem. W 1943 kościół i plebania zostały zniszczone podczas brytyjskich i amerykańskich bombardowań, poważnie zniszczona została kopuła, nawa i dzwonnice, a w czasie nalotu z 13 stycznia 1945 całkowicie zniszczono prezbiterium i zakrystię. Budynek odbudowano w latach 1948-1960.

## Architektura i wyposażenie
Świątynia barokowa, trójnawowa, o układzie bazyliki emporowej. Posiada transept, nad skrzyżowaniem naw znajduje się kopuła o wysokości 75 m. Fasadę, wzniesioną z czerwonego piaskowca, flankują dwie dzwonnice. Kościół jest długi na 60 metrów, szerokość w transepcie wynosi 27 metrów, nawa główna jest szeroka na 16 metrów, a prezbiterium na 15 metrów. Sklepienia nawy znajdują się na wysokości 29 m, a latarni kopuły – 54 m. Filary mają szerokość od 4,5 do 5,5 metra.
Większość fresków została zniszczona podczas II wojny światowej, zachowały się jedynie na pendentywach kopuły. Wojnę przetrwały również organy, cztery ołtarze boczne i chrzcielnica. Oryginalny ołtarz główny wykonał w roku 1755 Peter Anton von Verschaffelt, który częściowo uwzględnił wcześniejszy projekt Paula Egella. Został on zniszczony w 1945 roku i zrekonstruowany w latach 1986-1997. Cztery ołtarze w nawach bocznych przetrwały wojnę i zostały jedynie odrestaurowane, zniszczeniu uległy ołtarze transeptu, które zrekonstruowano. Oryginalna ambona nie przetrwała bombardowań, obecnie w jej miejscu znajduje się mniejsza kazalnica przeniesiona z kościoła karmelitów w Heidelbergu, rozebranego w 1805 roku.
Pierwsze, 32-głosowe organy wykonał w roku 1755 Johann Georg Rohrer. Zostały one wymienione w roku 1893. W 1965 na emporze zainstalowano nowy instrument, wykonany w warsztacie Johannesa Klaisa w Bonn, który wkomponowano w odrestaurowany prospekt. Organy w południowym ramieniu transeptu pochodzą z roku 1961.

### Dzwony
Na wieżach świątyni zawieszonych jest łącznie osiem brązowych dzwonów:
| Nr | Waga     | Średnica | Ton   | Rok odlania | Ludwisarnia                      |
| -- | -------- | -------- | ----- | ----------- | -------------------------------- |
| 1  | 4935 kg  | 202,3 cm | g°+4  | 1956        | Friedrich Wilhelm Schilling      |
| 2  | 2772 kg  | 167,1 cm | b°+7  | 1956        | Friedrich Wilhelm Schilling      |
| 3  | 1921 kg  | 147,7 cm | c'+5  | 1956        | Friedrich Wilhelm Schilling      |
| 4  | ~1400 kg | 127,5 cm | es'+7 | 1754        | Johann Michael Steiger, Mannheim |
| 5  | 857 kg   | 109,4 cm | f'+7  | 1956        | Friedrich Wilhelm Schilling      |
| 6  | 700 kg   | 100,6 cm | g'+8  | 1956        | Friedrich Wilhelm Schilling      |
| 7  | 511 kg   | 89,2 cm  | b'+8  | 1975        | Heidelberg                       |
| 8  | 362 kg   | 79,0 cm  | c"+8  | 1975        | Heidelberg                       |

## Galeria

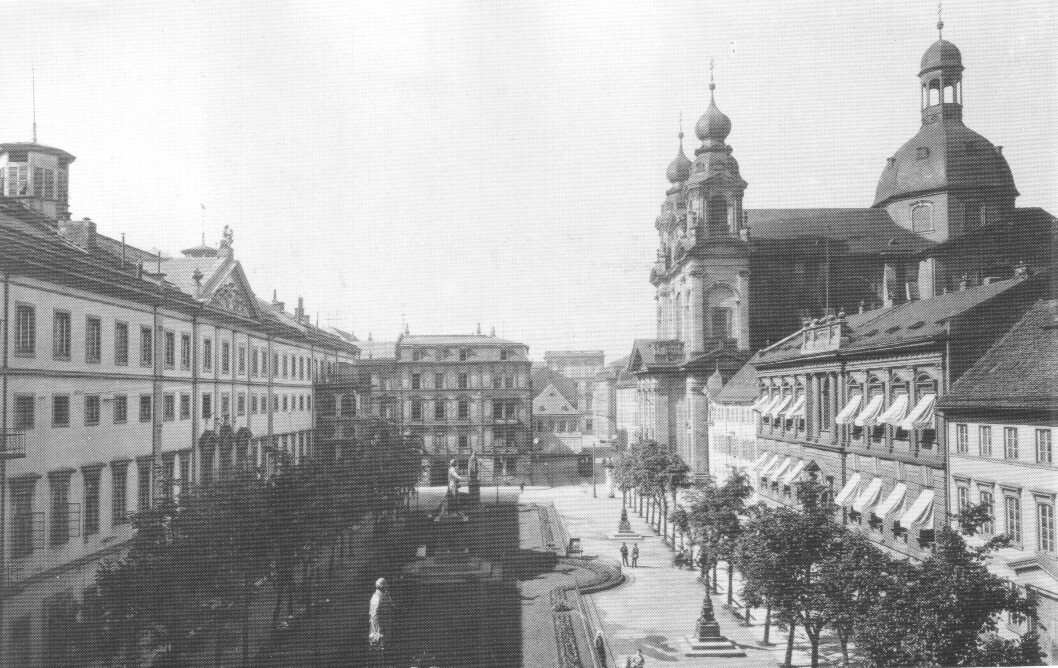
Kościół w 1900 roku
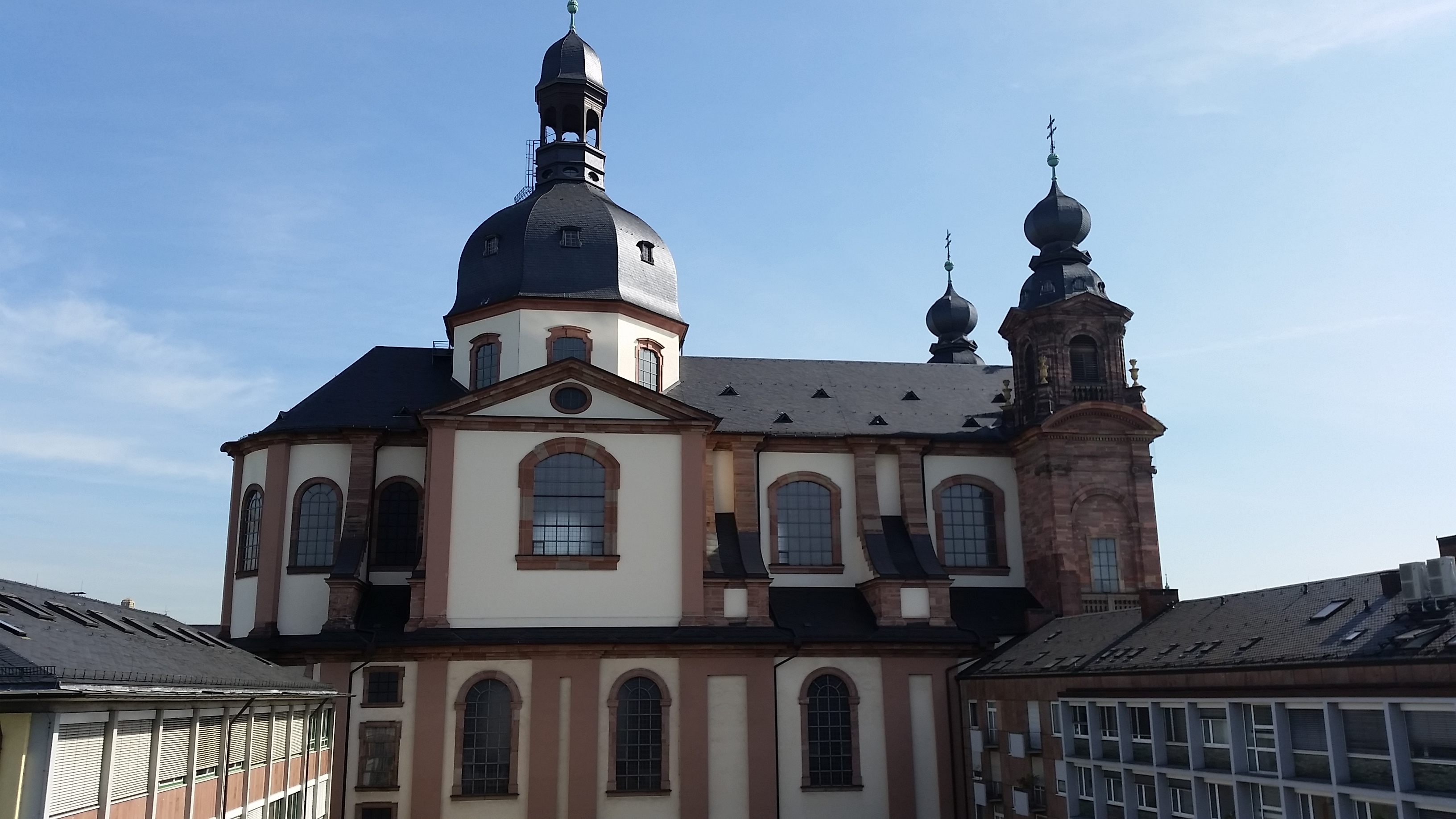
Południowa elewacja
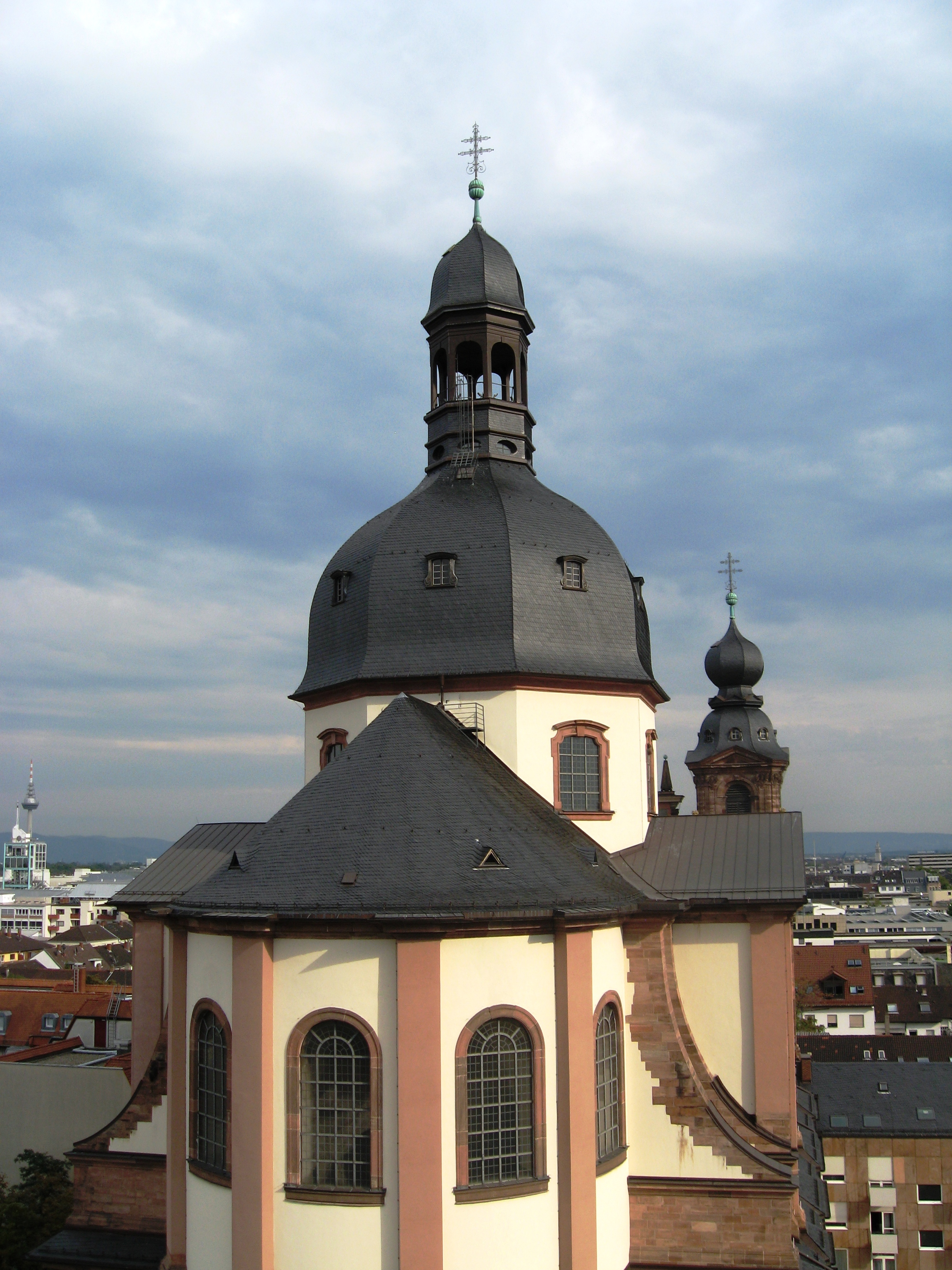
Widok z zachodu
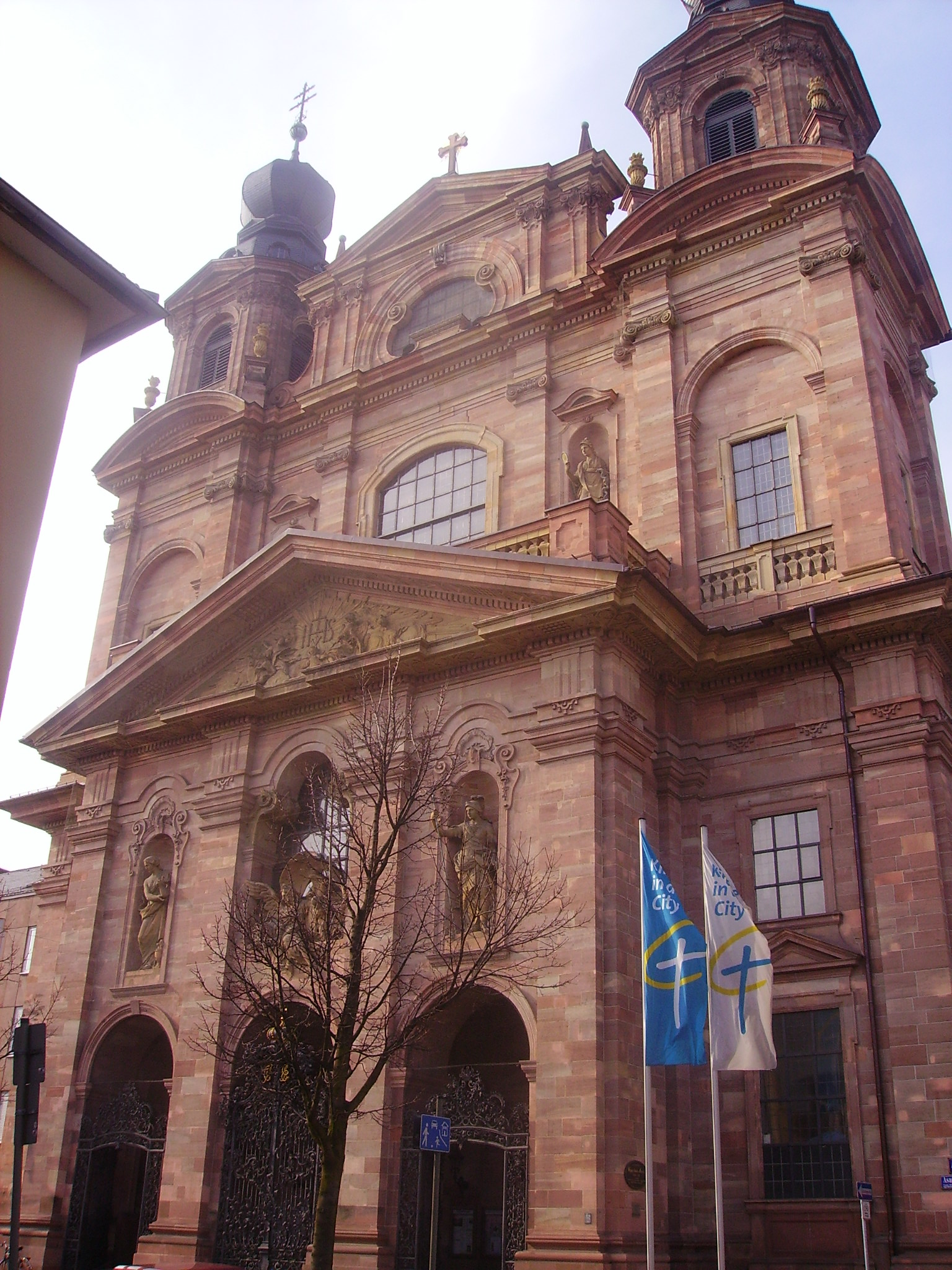
Fasada
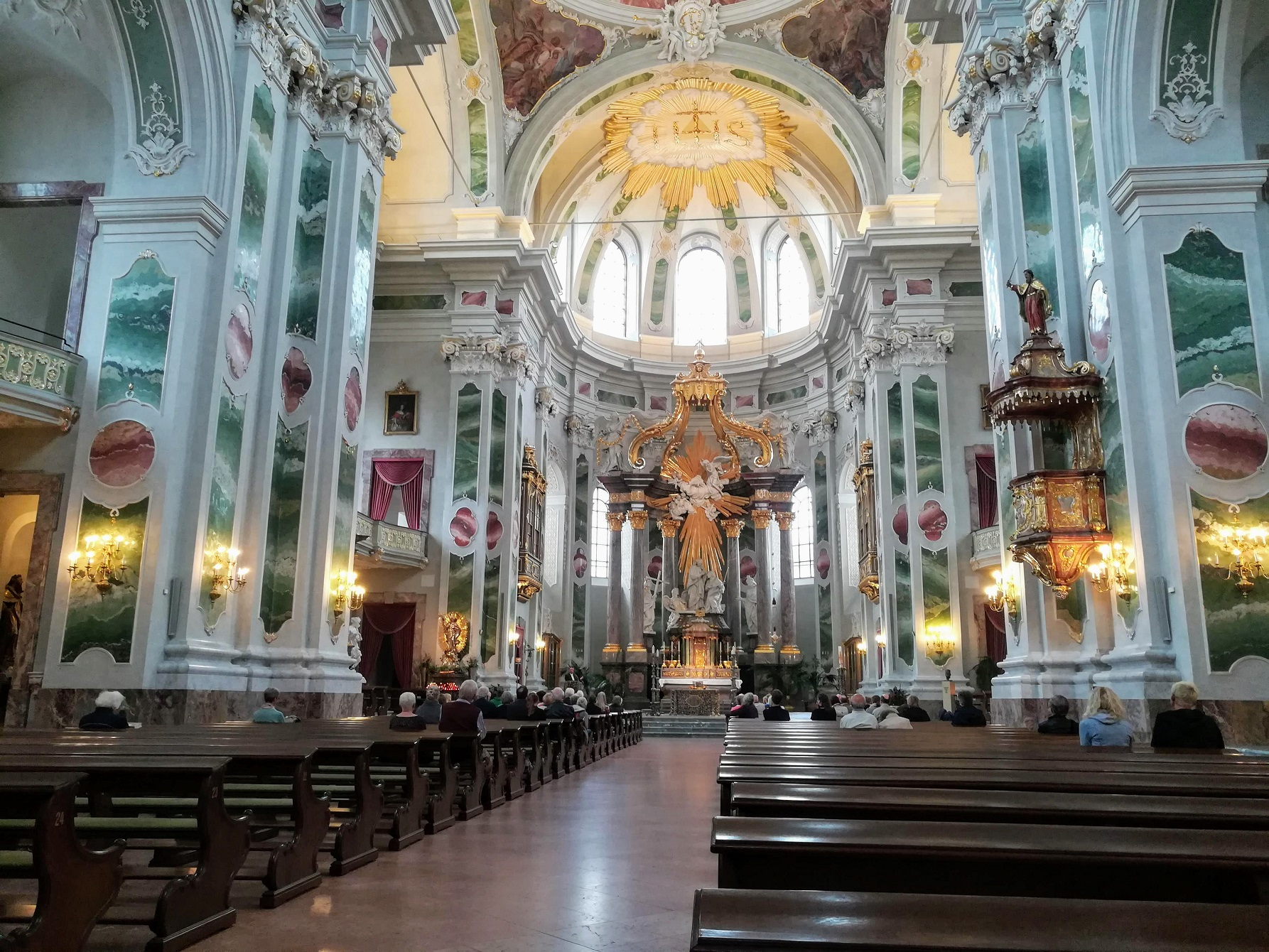
Wnętrze
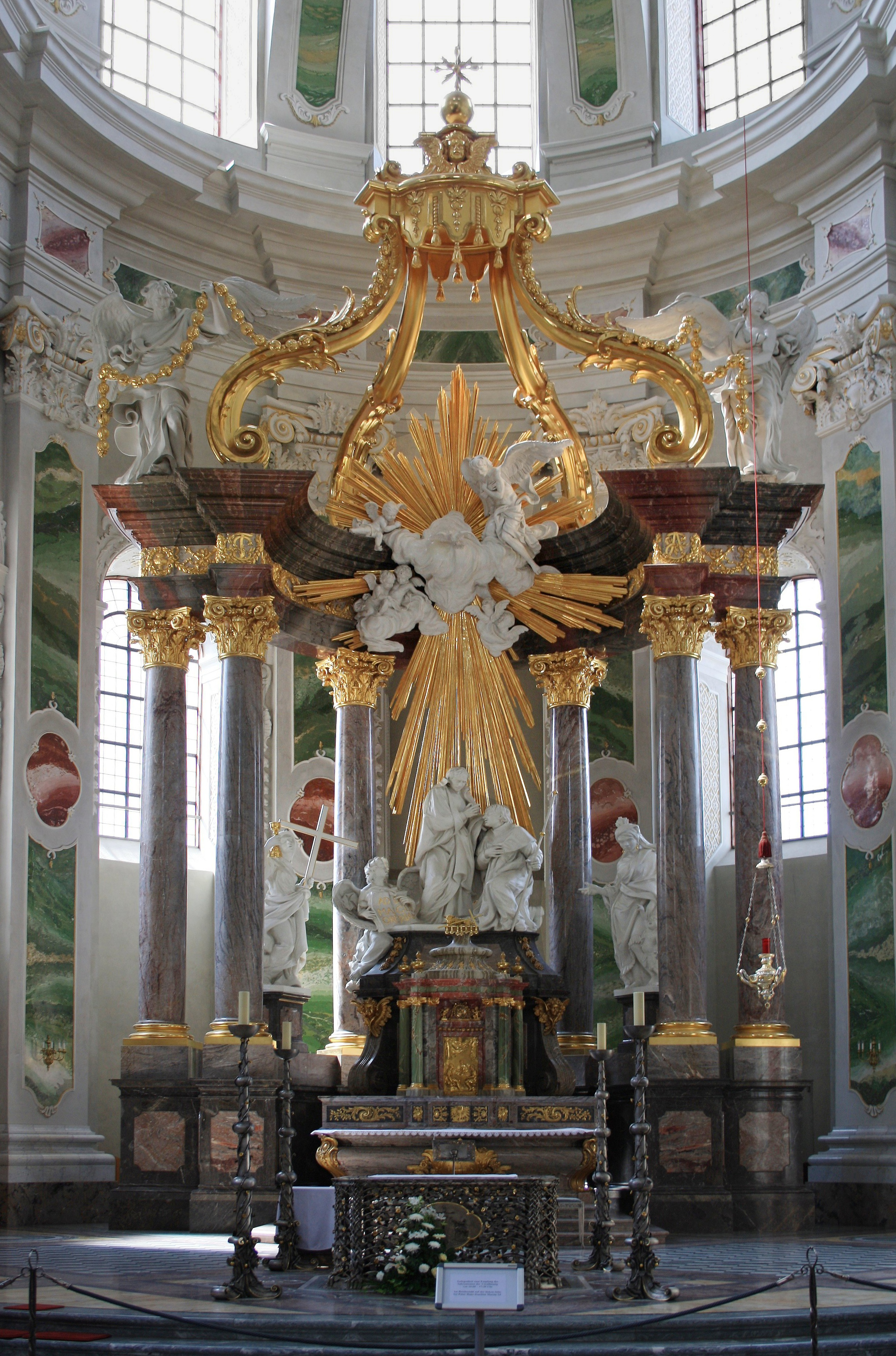
Ołtarz główny
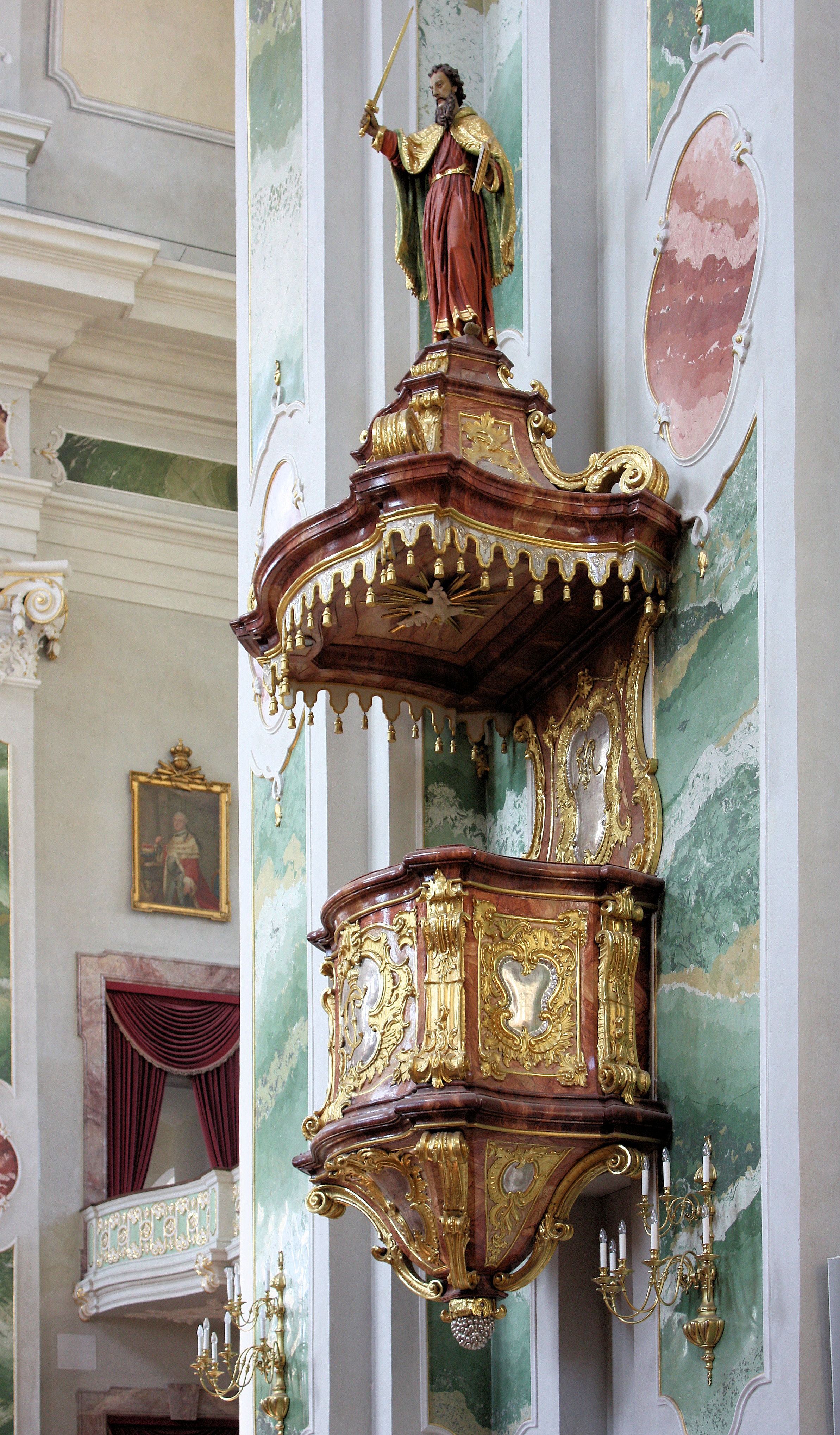
Ambona
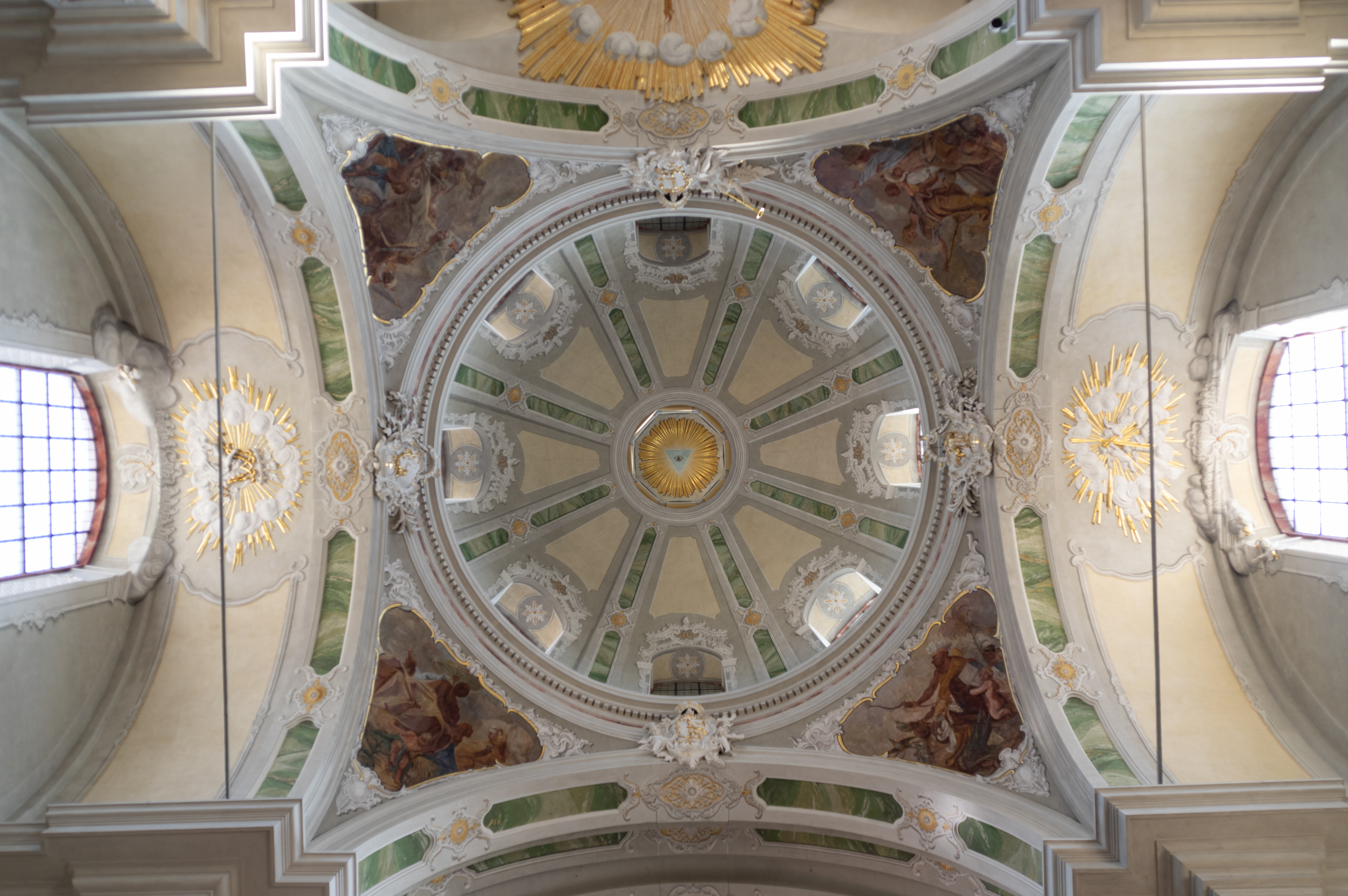
Kopuła
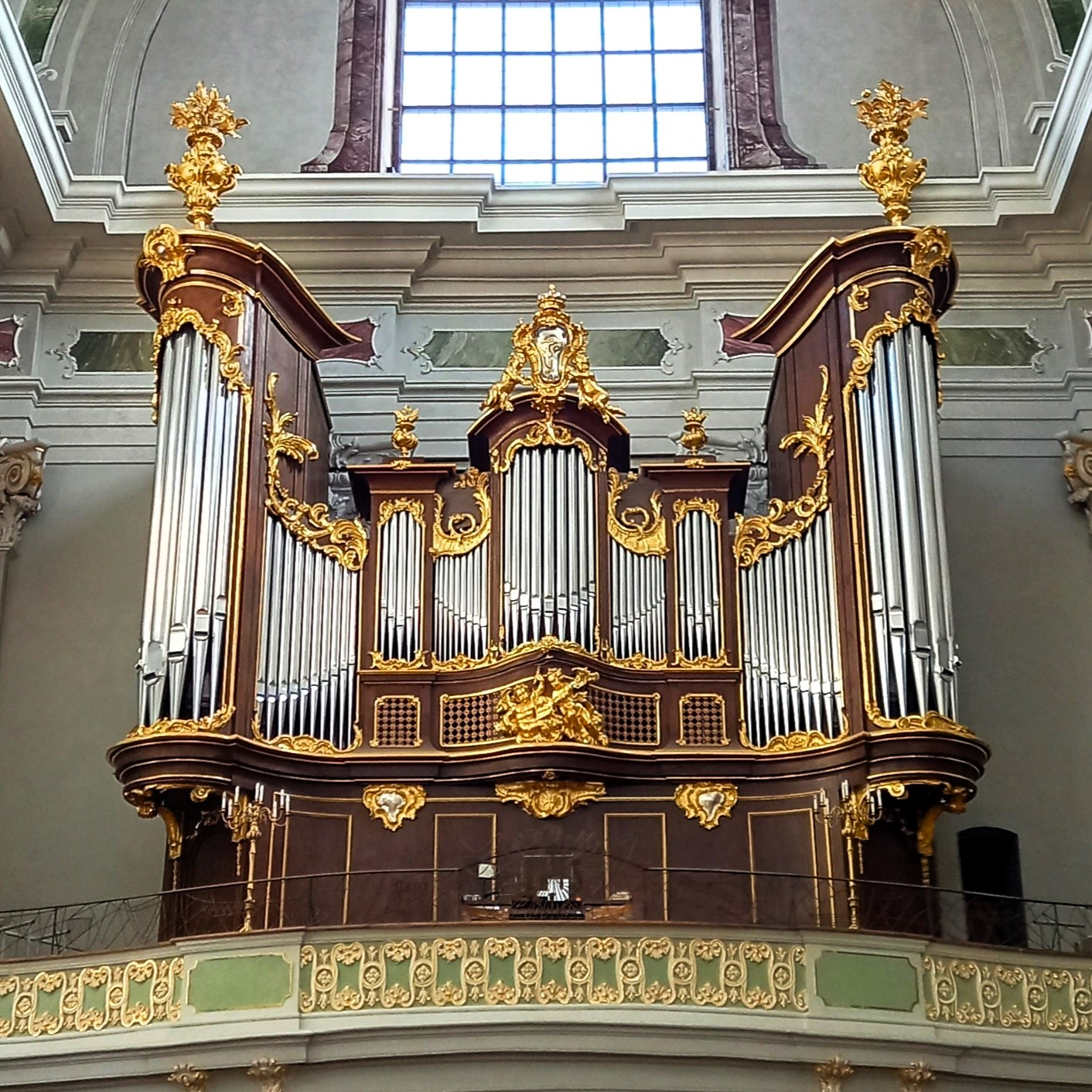
Organy w nawie głównej
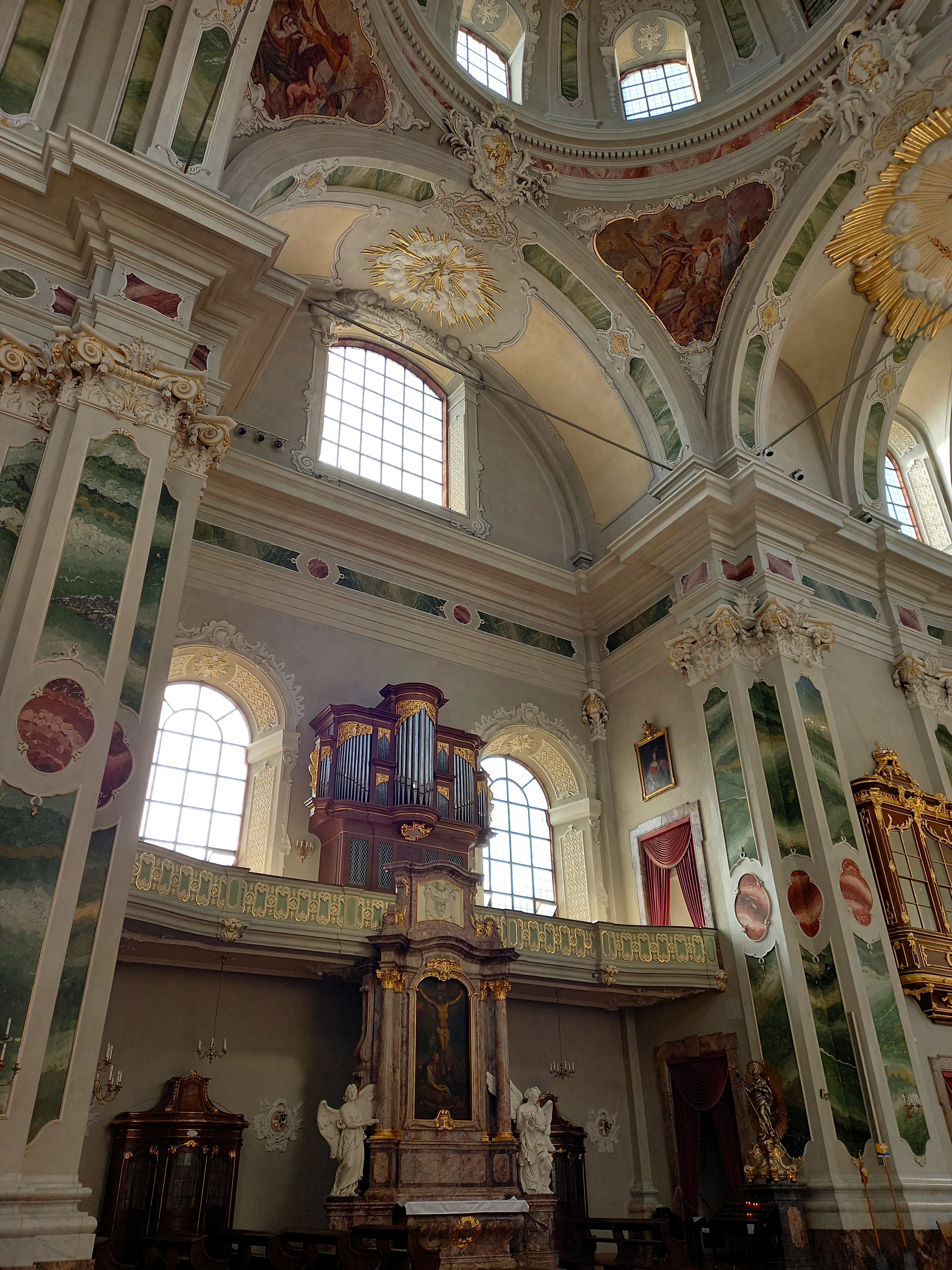
Organy w transepcie